# Grünhäuser Abtsberg

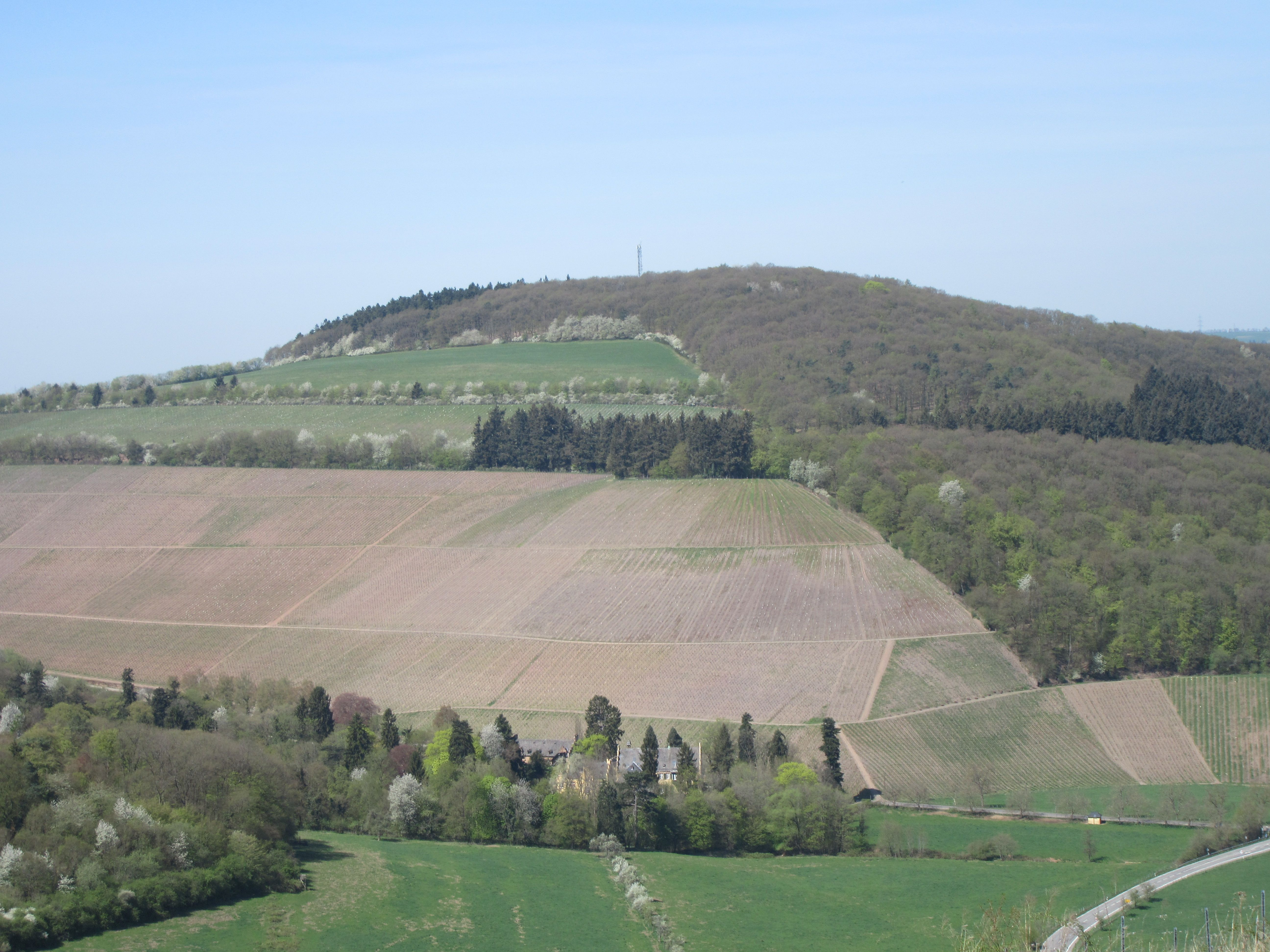
Der Grüneberg mit Abtsberg und Bruderberg

Der Grünhäuser Abtsberg (Reg.-Nr. der Weinbergsrolle 45 01 14) ist eine der drei Einzellagen des Weinguts Maximin Grünhaus in Mertesdorf im Landkreis Trier-Saarburg (Rheinland-Pfalz).
Neben dem Abtsberg gibt es noch die Einzellagen Grünhäuser Bruderberg und Grünhäuser Herrenberg. Die drei Weinlagen des Bereichs Ruwer sind großlagenfrei. Sie alle unterscheiden sich durch Bodenart, Hangneigung und Mikroklima.
Der Abtsberg umfasst rund 14 ha Rebfläche und ist zum Teil seit über 1000 Jahren mit Reben bepflanzt. Sein Untergrund besteht aus blauem Devonschiefer, die runde Kuppe dreht von Südost bis Südwest und er erreicht eine Hangneigung von bis zu 70 %. Die Weine des Abtsbergs zeichnen sich durch eine fein strukturierte, subtile Mineralität, rassige Säure, viel Frucht, Körper und Spiel aus. Sie gehören zu den langlebigsten Rieslingweinen des Anbaugebietes.
Die Katasterbezeichnung des Distriktes am Südhang des Grüneberges lautet Grünhäuserberg.